# Kasteel van Rosières
Het Kasteel van Rosières (Frans: Château de Rosières) is een kasteel in de Franse gemeente Saint-Seine-sur-Vingeanne.